# Pfister-Mühle (Berchtesgaden)

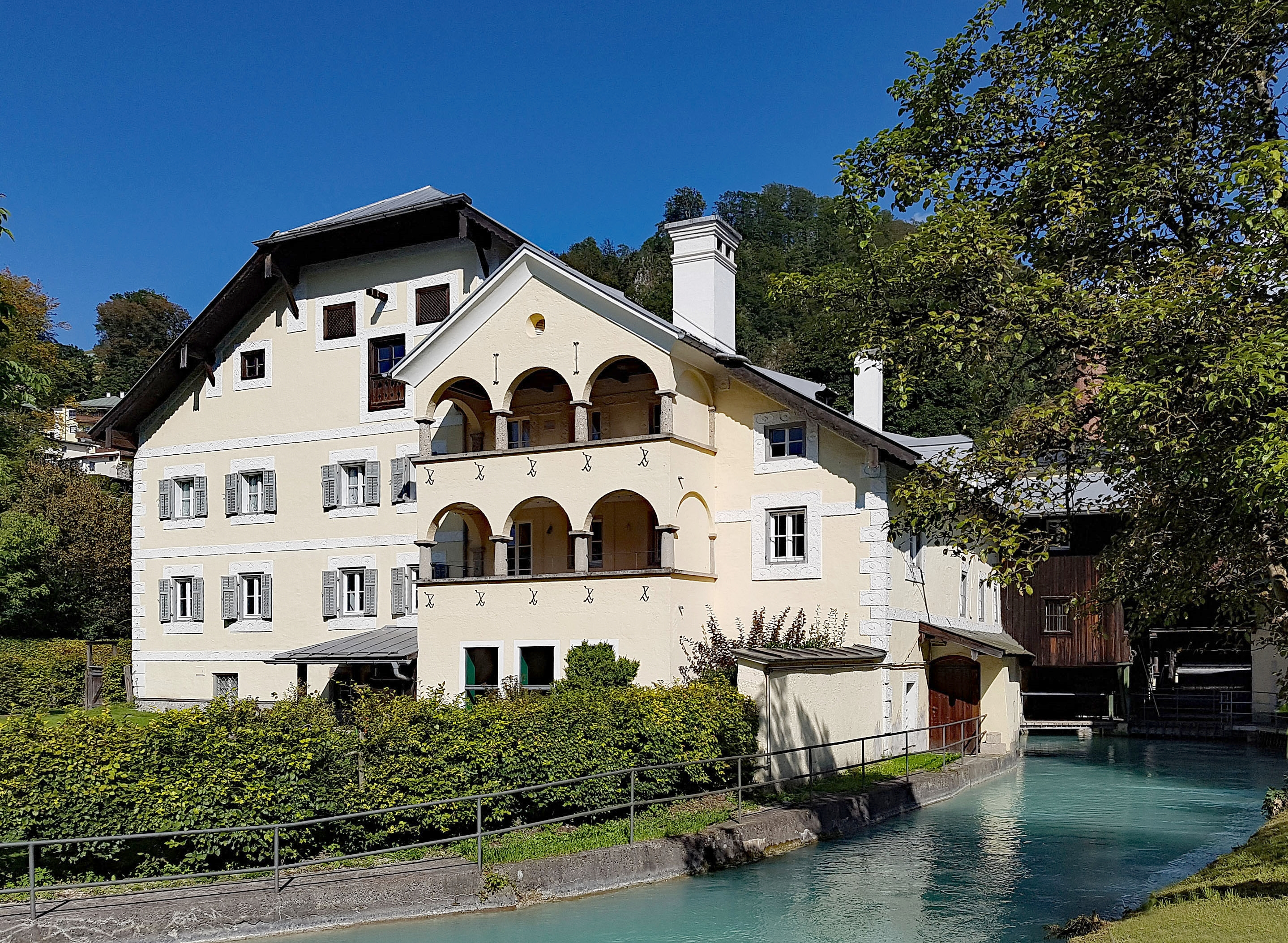
Pfistermühle in Berchtesgaden

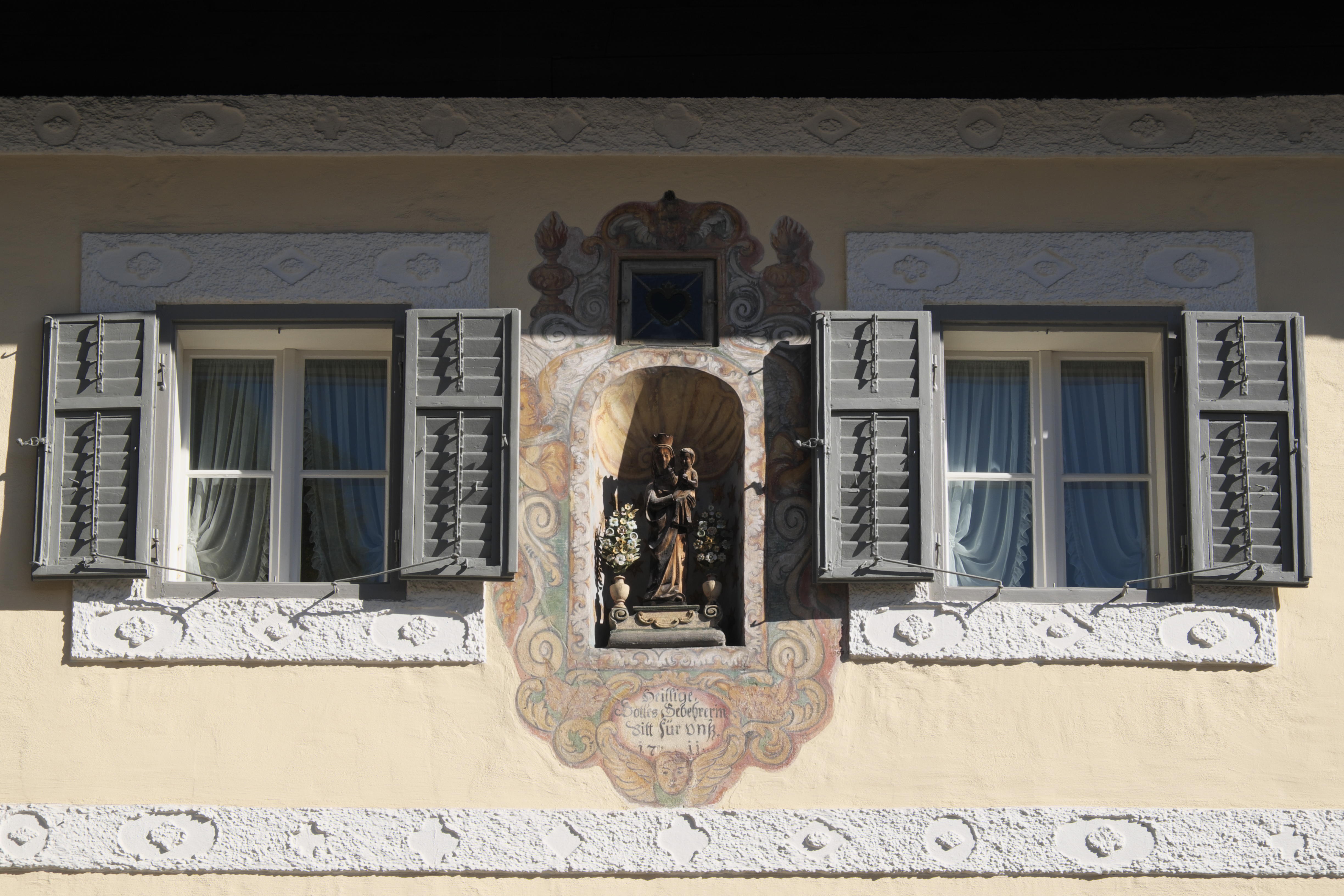
Madonna mit Kind

Die Pfister-Mühle  bzw. Pfistermühle (vormals: Pfisterleitenmühle) samt Pfisterbäckerei ist ein historisches Bauwerk in Berchtesgaden.
Im Kern Anfang des 17. Jahrhunderts im Auftrag des Stiftsdekans Degenhart Neuchinger errichtet, besitzt der dreigeschossige Schopfwalmdachbau mit vorgelagertem Nebengebäude eine Figurennische mit einer Skulptur der Madonna mit Kind, die mit der Jahreszahl 1711 bezeichnet ist. Die neubarocke Putzgliederung und die Loggien-Ausbauten wurden um 1910 von Architekt Georg Zimmermann geschaffen.
Die ehemalige Mühle in Berchtesgaden an der Bräuhausstraße 14 ist als geschütztes Baudenkmal (D-1-72-116-20) gelistet.